# Lac Pedder
Le lac Pedder est un ancien lac naturel australien, situé dans le sud-ouest de la Tasmanie. Le nom est maintenant utilisé pour désigner l'importante retenue d'eau formée par les barrages mis en service en 1972 par la Hydro-Electric Commission et qui submerge l'ancien lac. Pour les opposants au barrage, le nouveau lac devrait être connu sous le nom de retenue Huon-Serpentine.

## Le lac Pedder et le «nouveau» lac Pedder
Le lac doit son nom à Sir John Pedder, le premier président de la Cour Suprême de Tasmanie. Le nom original du lac a été officiellement attribué à la nouvelle retenue artificielle. Bien que le nouveau lac Pedder ait incorporé l'ancien lac, il en diffère par la taille, l'apparence ou l'écologie. 
L'ancien lac naturel était particulièrement réputé pour ses plages et ses espèces endémiques; il a été défendu par les premiers mouvements écologiques qui ont protesté contre la perte de biodiversité provoquée par la construction des barrages.
Le lac actuel est le résultat d'une grande retenue d'eau par la mise en service de trois barrages: 
- le barrage Serpentine haut de 38 m en enrochement avec une face amont en béton sur la rivière Serpentine.
- le barrage du pic Scotts haut de 43 m en enrochement avec une face amont bitumée sur la rivière Huon River, près du pic Scotts.
- le barrage Edgar haut de 17 m au bord du lac de barrage en enrochement du lac Edgar près du pic Scotts.

Les barrages ont été conçus et construits par la Tasmania Hydro Electric Commission (HEC). Ils ont été construits pour augmenter les capacités de la Tasmanie en énergie hydro-électrique, conformément à la politique du gouvernement de Tasmanie d'essayer d'attirer des industries secondaires dans l'État en leur fournissant des énergies renouvelables à bon marché. 
La retenue Huon-Serpentine achevée en 1972, est reliée au lac Gordon par le canal  McPartlan et, ensemble, les lacs forment le plus grand bassin de stockage d'eau d'Australie.

Le lac Pedder.